# Аман (Средна земя)
Вижте пояснителната страница за други значения на Аман.
Във фантастичния свят на фентъзи-писателя Джон Роналд Руел Толкин Аман (на английски: Aman) е континент, разположен на запад от Средната земя като между него и Средната земя се намира великото море Белегаер. Аман е разположен между Белегаер и океана Екая. Аман е дом на валарите и на три рода от елфите – ваниари, някои от нолдорите и някои от телерите. Остров Тол Ересеа е разположен непосредствено до източния бряг на континента.
 Внимание:  Текстът по-долу разкрива сюжета на произведението (или части от него)!
След разрушението на Алмариен в древни времена валарите се преместват в Аман и там построяват своя нов дом – Валинор. В стремежа си да се изолират от останалия свят валарите издигат по източния бряг на континента планинска верига, която наричат Пелори. Те създават в океана Омагьосаните острови, за да попречат на пътниците по море да достигнат до Аман.
По неизвестни причини валарите оставят две земи отвъд стената, образувана от Пелорите – Араман на север и Аватар на юг. При пристигането си и заселването си на Аман валарите прогонват Унголиант, великия паяк с неизвестен произход. След пристигането на валарите Унголиант успява да избяга в Аватар. Когато Мелкор е освободен и успява да напусне своя затвор, той отива в Аватар и заедно с Унголиант преминава Пелорите и нанася големи вреди на Валинор.
Първият мореплавател който успешно преминава през Омагьосаните острови е Еарендил, който отива във Валинор, за да поиска от валарите да му помогнат срещу Мелкор (тогава Моргот). Пътешествието на Еарендил става успешно, тъй като валарите тръгват на война срещу Мелкор. След като Еарендил успява да премине през островите, валарите решават да ги махнат.
Скоро след това в Белегаер са издигнати великите острови на Нуменор. Те са розположени недалеч от бреговете на Аман. На тези острови се заселват трите рода на Едаините, които оттогава са наречени Дунеданци или Хора от запада. Те биват дарени с много подаръци от валарите и елфите, които живеят на остров Тол Ересеа. Валарите с право се страхуват, че нуменорците могат да пожелаят да влязат в Аман, за да станат безсмъртни (въпреки че всеки смъртен, който влезе в Аман си остава смъртен). Затова валарите забраняват на жителите на Нуменор да отиват по-назапад от най-западната точка на островите, които обитават.
След време и не без помощта на Саурон, нуменорците нарушават забраната на валарите и отплават към Аман. Те тръгват към Аман заедно с огромна армия, която е предвождана от Ар-Фаразон Златния. За да ги спрат валарите срутват част от Пелорите върху тях като не ги убиват, а само ги затрупват.
След събитията с нуменорците валарите отново се връщат към своето решение да се изолират от останалия свят, но този път те предприемат по-решителни методи, от колкото Омагьосаните острови. По това време земята е плоска и валарите разцепват земята на две части. Те правят частта, на която се намира Средната земя кръгла като по този начин никой не може да достигне по море до Валинор. Валарите създават директен път, който да бъде използван от елфите, за да могат да достигат до Аман.